# Bento Matheus Krepski
Bento Matheus Krepski (Curitiba, 10 de junio de 1999) es un futbolista brasileño. Juega como guardameta y su equipo es Al-Nassr F. C. de la Liga Profesional Saudí. También es internacional con la selección de fútbol de Brasil.

## Trayectoria

### Athletico Paranaense
Nacido en Curitiba, Paraná, Bento se unió al equipo juvenil del Athletico Paranaense en 2013, a la edad de 14 años. Ascendido al primer equipo para la temporada 2020, inicialmente fue una quinta opción detrás de Santos, Jandrei, Anderson y Caio, y renovó su contrato hasta 2023 en julio de ese año.
Tras varios casos de Coronavirus en el plantel, siendo tercer arquero, debutó el 24 de noviembre de 2020 en el empate 1-1 vs River Plate por el partido de ida de los octavos de final de la Copa Libertadores en el Arena da Baixada. También jugaría la vuelta, donde Paranaense fue eliminado tras perder por 1-0.
Al año siguiente se consagró campeón de la Copa Sudamericana 2021 siendo suplente del arquero Santos, y tras su salida del equipo adquirió la titularidad absoluta alcanzando la final de la Copa Libertadores 2022.

## Selección nacional
Debutó internacionalmente el 23 de marzo de 2024, en un amistoso frente a la selección de Inglaterra que finalizó 1-0 a favor de Brasil. Tres días después jugó de titular contra la selección española en un encuentro que acabó 3-3.

### Participaciones en Copas América
| Torneo            | Sede           | Resultado        | Partidos | Goles |
| ----------------- | -------------- | ---------------- | -------- | ----- |
| Copa América 2024 | Estados Unidos | Cuartos de final | 0        | 0     |

## Estadísticas

### Clubes
| Club                          | Div.          | Temporada     | Liga  | Liga   | Liga   | Estaduales | Estaduales | Estaduales | Copas | Copas  | Copas  | Internacional | Internacional | Internacional | Total | Total  | Total  |
| Club                          | Div.          | Temporada     | Part. | G.Enc. | P.Inv. | Part.      | G.Enc.     | P.Inv.     | Part. | G.Enc. | P.Inv. | Part.         | G.Enc.        | P.Inv.        | Part. | G.Enc. | P.Inv. |
| ----------------------------- | ------------- | ------------- | ----- | ------ | ------ | ---------- | ---------- | ---------- | ----- | ------ | ------ | ------------- | ------------- | ------------- | ----- | ------ | ------ |
| Athletico Paranaense · Brasil | 1.ª           | 2020          | 1     | 3      | 0      | -          | -          | -          | -     | -      | -      | 2             | 2             | 0             | 2     | 5      | 0      |
| Athletico Paranaense · Brasil | 1.ª           | 2021          | 9     | 13     | 1      | 5          | 8          | 1          | 2     | 3      | 0      | 4             | 2             | 2             | 20    | 26     | 4      |
| Athletico Paranaense · Brasil | 1.ª           | 2022          | 33    | 38     | 11     | -          | -          | -          | 6     | 5      | 2      | 13            | 12            | 6             | 52    | 55     | 19     |
| Athletico Paranaense · Brasil | 1.ª           | 2023          | 33    | 37     | 9      | 15         | 8          | 9          | 6     | 9      | 0      | 8             | 7             | 4             | 62    | 61     | 22     |
| Athletico Paranaense · Brasil | 1.ª           | 2024          | 7     | 4      | 4      | 13         | 6          | 7          | 2     | 2      | 1      | 5             | 4             | 2             | 27    | 16     | 14     |
| Athletico Paranaense · Brasil | Total club    | Total club    | 83    | 95     | 25     | 33         | 22         | 17         | 16    | 19     | 3      | 32            | 27            | 14            | 164   | 163    | 59     |
| Al-Nassr F. C. Arabia Saudita | 1.ª           | 2024-25       | 34    | 38     | 10     | -          | -          | -          | 4     | 6      | 1      | 11            | 10            | 4             | 49    | 54     | 15     |
| Al-Nassr F. C. Arabia Saudita | 1.ª           | 2025-26       | 0     | 0      | 0      | -          | -          | -          | 1     | 1      | 0      | 0             | 0             | 0             | 1     | 1      | 0      |
| Al-Nassr F. C. Arabia Saudita | Total club    | Total club    | 34    | 38     | 10     | -          | -          | -          | 5     | 7      | 1      | 11            | 10            | 4             | 50    | 55     | 15     |
| Total carrera                 | Total carrera | Total carrera | 117   | 133    | 35     | 33         | 22         | 17         | 21    | 26     | 4      | 43            | 37            | 18            | 214   | 218    | 74     |

Fuente: Soccerway.com - Transfermark.com. 

## Palmarés

### Títulos regionales
| Título                | Club                 | Estado | Año  |
| --------------------- | -------------------- | ------ | ---- |
| Campeonato Paranaense | Athletico Paranaense | Paraná | 2019 |
| Campeonato Paranaense | Athletico Paranaense | Paraná | 2020 |
| Campeonato Paranaense | Athletico Paranaense | Paraná | 2023 |

### Títulos internacionales
| Título            | Club                 | Sede       | Año  |
| ----------------- | -------------------- | ---------- | ---- |
| Copa Sudamericana | Athletico Paranaense | Montevideo | 2021 |